# Sông Yom

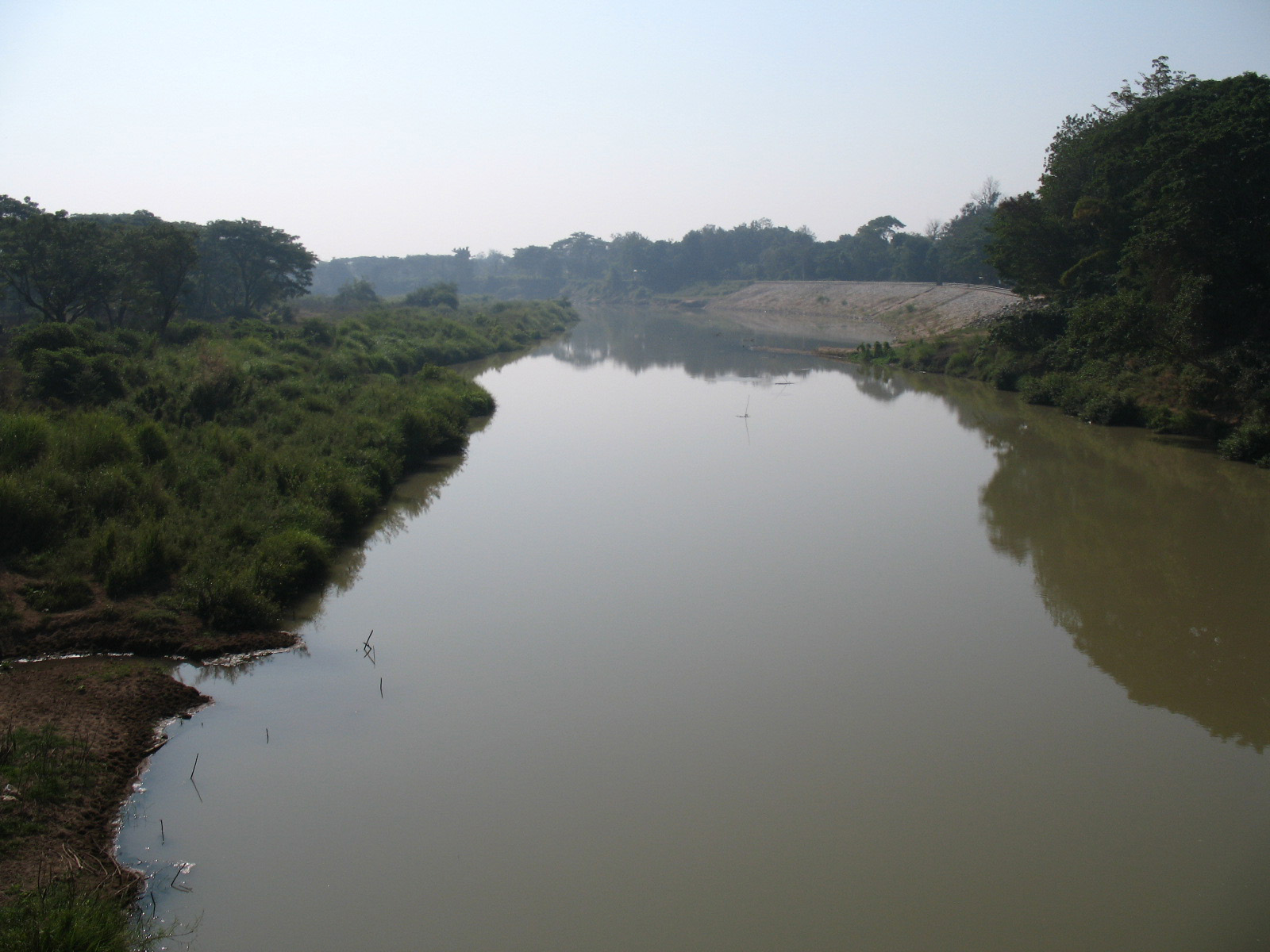
Sông Yom ở tỉnh Phrae

Sông Yom (tiếng Thái: ยม) là sông nhánh chính của sông Nan. Sông này bắt nguồn ở huyện Pong, tỉnh Phayao. Sau khi chảy qua Phayao, sông này chảy qua tỉnh Phrae và tỉnh Sukhothai là nguồn nước chính của cả hai tỉnh trước khi đổ vào sông Nan tại huyện Chum Saeng, tỉnh Nakhon Sawan.